# Ђурђевац (Хрватска)
Ђурђевац је град у Хрватској у Копривничко-крижевачкој жупанији. Према резултатима пописа из 2011. у граду је живело 8.264 становника, а у самом насељу је живело 6.349 становника.

## Географија
Град носи назив по Светом Ђорђу (Ђурађ), а након периода покатоличавања и хрватизације Срба, име града је остало, док је у центру града католичка црква и парк Светог Јурја (истог свеца, само са хрватским називом). Сам град Ђурђевац је смјештен у подравској низини, између двије природно-географске цјелине; између сјеверних обронака Билогоре и ријеке Драве. У подравској низини разликујемо три основна рељефна елемента: плодне терасе, Ђурђевечке песке и наплавни низински простор. На додиру тих рељефних цјелина настао је град Ђурђевац. Његов настанак условљен је прије свега повољним топографским положајем за одбрану у несигурним средњовјековним временима. Данашњи Стари Град настао је усред мочваре на узвишеном пјешчаном хумку. Најстарији дијелови данашњег Ђурђевца настали су такође на узвишеним пјешчаним хумцима окруженим влажним беречним ливадама.

## Историја
Ђурђевац се спомиње од 1267. године. У 15. веку се развило у градско насеље — трговиште. У 16. веку је седиште Ђурђевачке капетаније. Године 1532. султан Сулејман Величанствени се враћа у Цариград, после неуспјеха код Кисега. Пролази Подравином и пљачка ђурђевачки простор.
Војна крајина која је на овим просторима постојала због одбране од Турака је укинута 1871. године. Године 1875. у општини Ђурђевац је било 5626 становника.
Ђурђевац је, највише захваљујући налазиштима гаса у околини, доживио значајну модернизацију у 20. веку.
Мађари су прозвали (мађаризовали назив) град почетком 20. века (1910) "Сентђерђвар".

## Становништво
По попису из 2001. године у граду је живело 8.862 становника.

## Попис1991.
На попису становништва 1991. године, насељено место Ђурђевац је имало 6.845 становника, следећег националног састава:
| Попис 1991.‍   | Попис 1991.‍  | Попис 1991.‍ | Попис 1991.‍ | Попис 1991.‍ |
| ------------- | ------------ | ----------- | ----------- | ----------- |
|               |              |             |             |             |
| Хрвати        | Хрвати       |             | 6.498       | 94,93%      |
| Југословени   | Југословени  |             | 69          | 1,00%       |
| Срби          | Срби         |             | 55          | 0,80%       |
| Албанци       | Албанци      |             | 16          | 0,23%       |
| Мађари        | Мађари       |             | 7           | 0,10%       |
| Словенци      | Словенци     |             | 4           | 0,05%       |
| Македонци     | Македонци    |             | 3           | 0,04%       |
| Црногорци     | Црногорци    |             | 3           | 0,04%       |
| Муслимани     | Муслимани    |             | 1           | 0,01%       |
| Пољаци        | Пољаци       |             | 1           | 0,01%       |
| Украјинци     | Украјинци    |             | 1           | 0,01%       |
| Чеси          | Чеси         |             | 1           | 0,01%       |
| неопредељени  | неопредељени |             | 72          | 1,05%       |
| непознато     | непознато    |             | 114         | 1,66%       |
| укупно: 6.845 |              |             |             |             |